# Chapter V (álbum de Trey Songz)
Chapter V é o quinto álbum de estúdio do músico norte-americano Trey Songz, lançado a 21 de Agosto de 2012 através da Atlantic Records. O disco estreou na primeira posição da tabela musical Billboard 200 dos Estados Unidos, com 135 mil cópias vendidas segundo a Nielsen SoundScan.